# Dicranum pulvinatum
Dicranum pulvinatum là một loài rêu trong họ Dicranaceae. Loài này được Hedw. Sw. ex Lag. mô tả khoa học đầu tiên năm 1802.